# Douvaine
Douvaine és un municipi francès situat al departament de l'Alta Savoia i a la regió d'Alvèrnia-Roine-Alps. L'any 2007 tenia 4.500 habitants.

## Demografia

### Població
El 2007 la població de fet de Douvaine era de 4.500 persones. Hi havia 1.942 famílies de les quals 640 eren unipersonals (227 homes vivint sols i 413 dones vivint soles), 523 parelles sense fills, 570 parelles amb fills i 209 famílies monoparentals amb fills.
La població ha evolucionat segons el següent gràfic:
Habitants censats

### Habitatges
El 2007 hi havia 2.197 habitatges, 1.974 eren l'habitatge principal de la família, 109 eren segones residències i 115 estaven desocupats. 1.115 eren cases i 1.038 eren apartaments. Dels 1.974 habitatges principals, 1.145 estaven ocupats pels seus propietaris, 778 estaven llogats i ocupats pels llogaters i 51 estaven cedits a títol gratuït; 109 tenien una cambra, 284 en tenien dues, 443 en tenien tres, 467 en tenien quatre i 671 en tenien cinc o més. 1.637 habitatges disposaven pel capbaix d'una plaça de pàrquing. A 949 habitatges hi havia un automòbil i a 818 n'hi havia dos o més.

### Piràmide de població
La piràmide de població per edats i sexe el 2009 era:
| Homes | Edats   | Dones |
| ----- | ------- | ----- |
| 0     | 95 o +  | 0     |
| 0     | 90 a 94 | 4     |
| 12    | 85 a 89 | 36    |
| 12    | 80 a 84 | 44    |
| 60    | 75 a 79 | 72    |
| 36    | 70 a 74 | 44    |
| 44    | 65 a 69 | 52    |
| 100   | 60 a 64 | 64    |
| 100   | 55 a 59 | 96    |
| 156   | 50 a 54 | 164   |
| 96    | 45 a 49 | 132   |
| 156   | 40 a 44 | 212   |
| 168   | 35 a 39 | 156   |
| 172   | 30 a 34 | 184   |
| 141   | 25 a 29 | 140   |
| 92    | 20 a 24 | 88    |
| 141   | 15 a 19 | 120   |
| 148   | 10 a 14 | 164   |
| 124   | 5 a 9   | 160   |
| 100   | 0 a 4   | 84    |

## Economia
El 2007 la població en edat de treballar era de 3.055 persones, 2.392 eren actives i 663 eren inactives. De les 2.392 persones actives 2.197 estaven ocupades (1.150 homes i 1.047 dones) i 195 estaven aturades (83 homes i 112 dones). De les 663 persones inactives 163 estaven jubilades, 207 estaven estudiant i 293 estaven classificades com a «altres inactius».

### Ingressos
El 2009 a Douvaine hi havia 2.010 unitats fiscals que integraven 4.628 persones, la mediana anual d'ingressos fiscals per persona era de 23.407 €.

### Activitats econòmiques
Dels 280 establiments que hi havia el 2007, 8 eren d'empreses alimentàries, 1 d'una empresa de fabricació d'elements pel transport, 11 d'empreses de fabricació d'altres productes industrials, 37 d'empreses de construcció, 67 d'empreses de comerç i reparació d'automòbils, 8 d'empreses de transport, 20 d'empreses d'hostatgeria i restauració, 2 d'empreses d'informació i comunicació, 23 d'empreses financeres, 17 d'empreses immobiliàries, 30 d'empreses de serveis, 41 d'entitats de l'administració pública i 15 d'empreses classificades com a «altres activitats de serveis».
Dels 94 establiments de servei als particulars que hi havia el 2009, 1 era una oficina d'administració d'Hisenda pública, 1 gendarmeria, 1 oficina de correu, 8 oficines bancàries, 1 funerària, 8 tallers de reparació d'automòbils i de material agrícola, 1 taller d'inspecció tècnica de vehicles, 1 autoescola, 8 paletes, 8 guixaires pintors, 2 fusteries, 8 lampisteries, 7 electricistes, 1 empresa de construcció, 4 perruqueries, 2 veterinaris, 13 restaurants, 12 agències immobiliàries, 2 tintoreries i 5 salons de bellesa.
Dels 25 establiments comercials que hi havia el 2009, 4 eren supermercats, 2 grans superfícies de material de bricolatge, 1 una botiga de més de 120 m², 5 fleques, 1 una fleca, 1 una peixateria, 5 botigues de roba, 1 una botiga de roba, 1 una botiga d'equipament de la llar, 1 una sabateria, 1 una botiga de mobles, 1 una perfumeria i 1 una joieria.
L'any 2000 a Douvaine hi havia 24 explotacions agrícoles que ocupaven un total de 455 hectàrees.

## Equipaments sanitaris i escolars
Els 2 equipaments sanitaris que hi havia el 2009 eren farmàcies.
El 2009 hi havia 1 escola maternal i 2 escoles elementals. Douvaine disposava de 2 col·legis d'educació secundària amb 929 alumnes.

## Poblacions més properes
El següent diagrama mostra les poblacions més properes.